# 2019年世界水泳選手権ウズベキスタン選手団
2019年世界水泳選手権ウズベキスタン選手団は、2019年7月12日から7月28日まで韓国の光州で開催された第18回世界水泳選手権のウズベキスタン選手団、およびその競技結果。

## 選手団
- 人員: 選手 11人

## 選手名簿・結果
| 選手                                            | 種目                                                            | 予選      | 予選 | 準決勝   | 準決勝   | 決勝     | 決勝     |
| 選手                                            | 種目                                                            | 結果      | 順位 | 結果     | 順位     | 結果     | 順位     |
| ----------------------------------------------- | --------------------------------------------------------------- | --------- | ---- | -------- | -------- | -------- | -------- |
| フルシディオン・トゥルスノフ                    | 男子50m自由形                                                   | 棄権      | 棄権 | 予選敗退 | 予選敗退 | 予選敗退 | 予選敗退 |
| フルシディオン・トゥルスノフ                    | 男子100m自由形                                                  | 棄権      | 棄権 | 予選敗退 | 予選敗退 | 予選敗退 | 予選敗退 |
| ウラディスラフ・ムスタフィン                    | 男子50m平泳ぎ                                                   | 27秒90    | 32位 | 予選敗退 | 予選敗退 | 予選敗退 | 予選敗退 |
| ウラディスラフ・ムスタフィン                    | 男子100m平泳ぎ                                                  | 1分02秒48 | 47位 | 予選敗退 | 予選敗退 | 予選敗退 | 予選敗退 |
| ダフロン・ボティロフ                            | 男子3m板飛び込み                                                | 251.45    | 55位 | 予選敗退 | 予選敗退 | 予選敗退 | 予選敗退 |
| ボティル・ハサノフ マルセル・ザイネトディノフ   | 男子10mシンクロ高飛び込み                                       | 255.45    | 17位 | -        | -        | 予選敗退 | 予選敗退 |
| ナタリヤ・クリティニーナ                        | 女子50m自由形                                                   | 26秒47    | 42位 | 予選敗退 | 予選敗退 | 予選敗退 | 予選敗退 |
| ナタリヤ・クリティニーナ                        | 女子100m自由形                                                  | 59秒19    | 53位 | 予選敗退 | 予選敗退 | 予選敗退 | 予選敗退 |
| ホンゾダホン・トシフヤエワ                      | 女子アーティスティックスイミング ソロテクニカルルーティン       | 76.1548   | 16位 | -        | -        | 予選敗退 | 予選敗退 |
| ホンゾダホン・トシフヤエワ                      | 女子アーティスティックスイミング ソロフリールーティン           | 76.8333   | 20位 | -        | -        | 予選敗退 | 予選敗退 |
| アンナ・エルティシェワ アナスタシヤ・モロゾワ   | 女子アーティスティックスイミング デュエットテクニカルルーティン | 77.6988   | 23位 | -        | -        | 予選敗退 | 予選敗退 |
| アンナ・エルティシェワ アナスタシヤ・モロゾワ   | 女子アーティスティックスイミング デュエットフリールーティン     | 77.7000   | 22位 | -        | -        | 予選敗退 | 予選敗退 |
| ディナラ・イブラギモワ ヴヤチェスラフ・ルドネフ | 混合アーティスティックスイミング デュエットフリールーティン     | 74.2333   | 9位  | -        | -        | 74.4333  | 9位      |